# Баярсайкан, Гана
Баярсайханы Ганчимэг, более известная как Гана Баярсайкан (монг. Баярсайханы Ганчимэг) — монгольская модель и актриса, получившая всемирную известность благодаря роли девушки в фильме «В ожидании варваров».

## Биография
Ганчимэг родилась в столице Монголии Улан-Баторе (дата неизвестна). Она начала карьеру как модель, снималась для журналов Schön и Where.
В качестве актрисы Ганчимэг дебютировала в фильме «Из машины» (2015). Она снялась в фильме «В ожидании варваров», премьера которого состоялась на Венецианском кинофестивале в 2019 году, причём сама появилась на этом фестивале. Баярсайкан стала первой монгольской актрисой, получившей роль в Голливуде. В британском телесериале «Разведка» 2020 года она играет одну из главных ролей.
Фильмография
| Год       |   | Русское название          | Оригинальное название      | Роль        |
| --------- | - | ------------------------- | -------------------------- | ----------- |
| 2015      | ф | Из машины                 | Ex Machina                 | Джейд       |
| 2016      | ф | Бен-Гур                   | Ben-Hur                    |             |
| 2017      | ф | Чудо-женщина              | Wonder Woman               |             |
| 2019      | ф | В ожидании варваров       | Waiting for the Barbarians | девушка     |
| 2019      | с | Острые козырьки           | Peaky Blinders             | Ли          |
| 2019      | с | Королевы тайн             | Queens of Mystery          |             |
| 2020—2021 | с | Разведка                  | Intelligence               | Тува Ольсен |
| 2022      | с | Документалистика сегодня! | Documentary Now            | Машо        |